# Рудолф I фон Дитрихщайн
Рудолф I фон Дитрихщайн (на немски: Rudolph I. von Dietrichstein; *ок. 1246, Осиах, Каринтия, Австрия; † сл. 1297 или 1320) е благородник от австрийския благороднически род Дитрихщайн от Каринтия.

## Произход
Той е син на Попо фон Дитрихщайн († ок. 1250) и съпругата му Маргарет фон Малентхайм (* ок. 1210, Австрия). Внук е на Ото II фон Дитрихщайн († 1165). Потомък е на Рупрехт фон Дитрихщайн († 1064).
Фамилният замък Дитрихщайн, построен през 1103 г., е при Фелдкирхен в Каринтия. Около 1335 г. замъкът Дитрихщайн е разрушен от Маргарета Маулташ и преди 1370 г. отново е поправен, но през 1491 г. е унищожен от войниците на унгарския крал Матяш Корвин. Ок. 1500 г. до замъка е построен малкият дворец Дитрихщайн.
Потомците му са издигнати през 1651 г. на имперски графове, 1684 г. на имперски князе и измират по мъжка линия през 1864 г. със смъртта на 10. имперски княз Мориц фон Дитрихщайн цу Николсбург.

## Деца
Рудолф I фон Дитрихщайн има три сина:
- Никлас/Николаус I фон Дитрихщайн († 1338), женен ок. 1300 г. за Инрут фон Химелберг или Демутис (* ок. 1279); имат четирима сина и дъщеря
- Ото фон Дитрихщайн († ок. 1347), женен за Агнес; имат трима сина
- Рудолф фон Дитрихщайн († ок. 1340)